# Soyouz TM-23

## Équipage
Décollage
- Yuri Onufrienko (1)
- Yury Usachev (3)

Atterrissage
- Yuri Onufrienko (1)
- Yury Usachev (3)
- Claudie André-Deshays (1)

## Points importants
25e expédition vers la station spatiale Mir.